# Chvojník

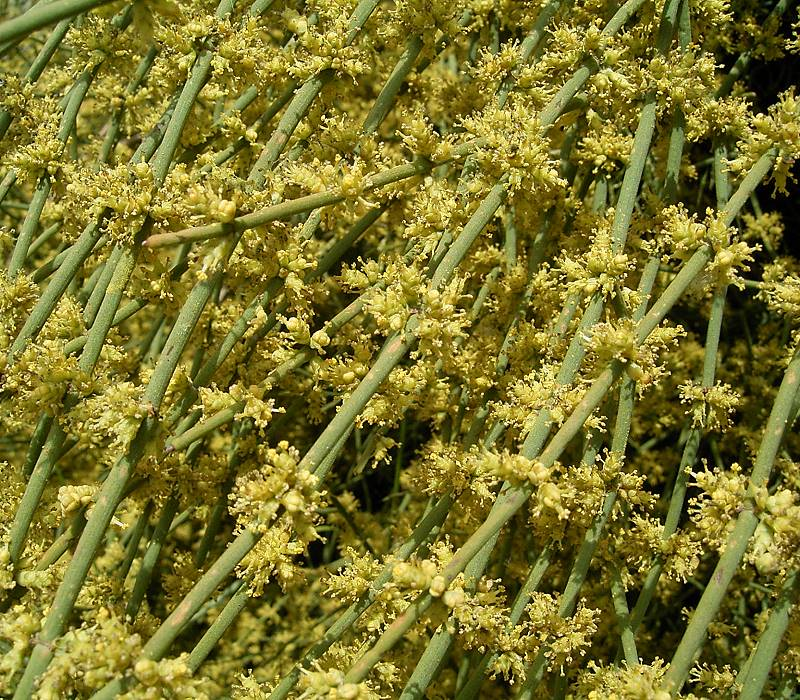
"Rozkvetlý" chvojník křehký (Ephedra fragilis)

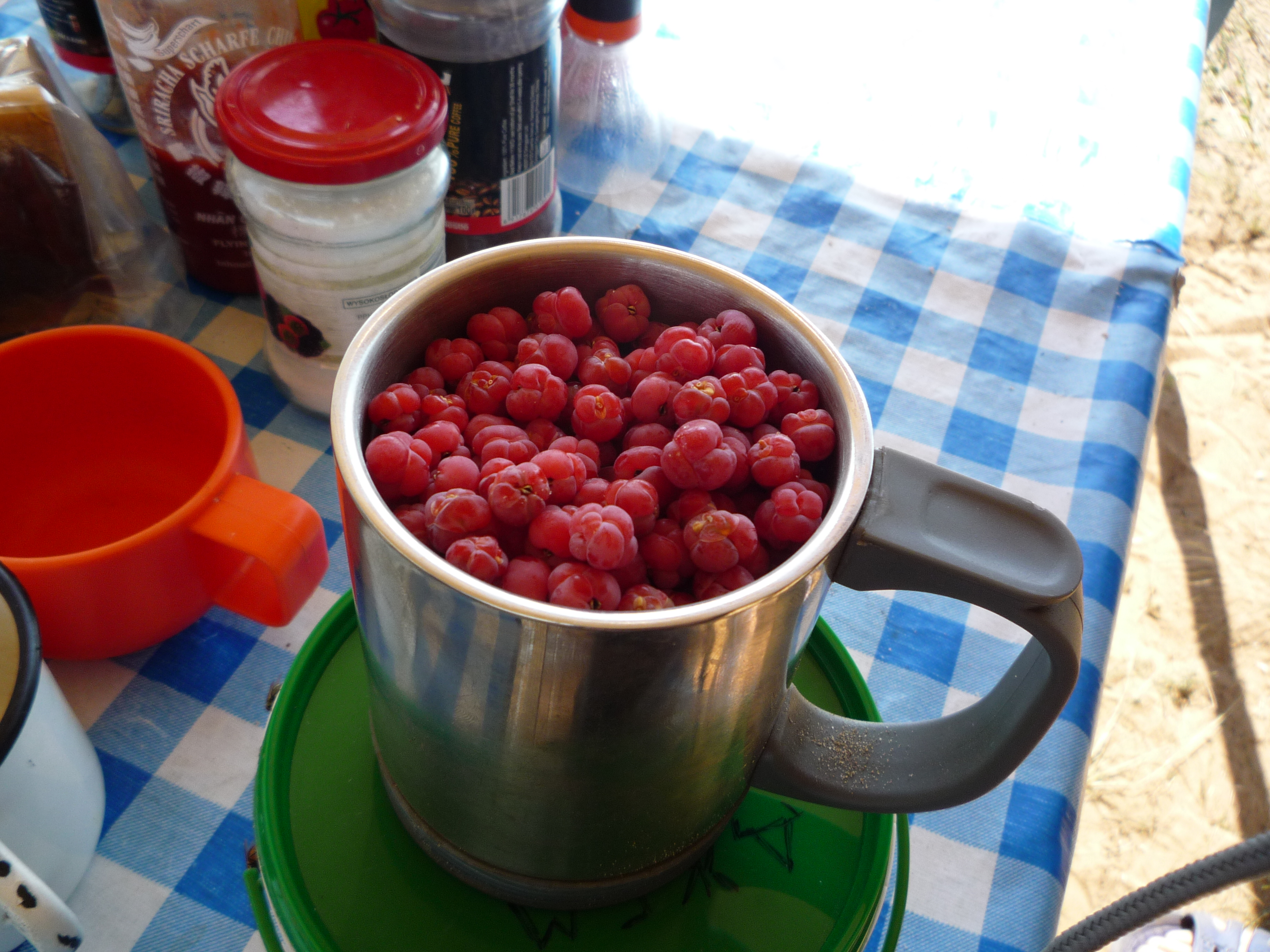
Plody chvojníku dahurského (Ephedra dahurica)

Chvojník (Ephedra) je rod z monotypické čeledi chvojníkovitých (Ephedraceae) náležející do řádu liánovcotvarých.

## Evoluce
První hmatatelné stopy (nálezy pylu) po zástupcích tohoto rodu se datují do geologických období aptianu a albianu na rozhraní spodní a svrchní křídy (asi před 127 až 110 mil. let př. n. l.), pocházejí z nalezišť v Evropě a Číně. V období oligocénu se chvojníky ze Starého světa rozšířily do Severní a v miocénu do Jižní Ameriky.

## Rozšíření
Chvojníky se během dlouhého vývoje přizpůsobily životu v aridních oblastech, vyžadují suché a teplé klima a upřednostňují půdu suchou, kamenitou, písčitou nebo štěrkovitou, za nejpravděpodobnější místa jejich původu se považují oblasti východní Asie a Čína. Nyní rostou v Severní Americe v širokých hraničních oblastech mezi USA a Mexikem; v Jižní Americe téměř v celé délce pohoří And, hlavně na jejich západní straně a v Argentinských pampách; v Evropě vyjma západu Pyrenejského poloostrova na celém jihu (vzácně i na jižním Slovensku); v Africe na Kanárských ostrovech, v pobřežních oblastech okolo Středozemního a Rudého moře; v Asii od Arabského poloostrova přes Malou a Střední Asii a Blízký východ až do střední Číny.

## Popis
Jsou to metlovité nebo prutovité bohatě rozvětvené keře připomínající přesličku, výjimečně i popínavé. Listy jsou malé, redukované, šupinovité, vstřícné nebo přeslenité, vyrůstající v nodech článkovaných větví. Listy někdy zanikají a jejich funkci přebírají zelené fotosyntetizující stonky. Květy jsou vždy jednopohlavné, rostliny až na výjimky dvoudomé.
"Květy" vyrůstají v šišticích na brachyblastech. Jsou na bázi podepřeny dvěma listenci. Samčí, vyrůstající samostatně nebo ve dvojicích, mají jedinou "tyčinku", která je někdy rozvětvená a nese až 8 výtrusnic. Samičí obsahují vajíčko s jedním obalem, (integumentem) který je trubkovitě protažen a připomíná čnělku krytosemenných rostlin. Při uvolňování pylu se na jeho konci vytváří polinační kapka usnadňující pronikání pylu do vajíčka.
Samčí gametofyt má 5 až 6 buněk, samičí je mnohobuněčný a vyvíjejí se zde zárodečníky. Oplození probíhá záhy po opylení, které je převážně větrosnubné, vzácněji hmyzosnubné. U chvojníků je naznačeno dvojité oplození, protože jedna spermatida (zárodek spermie) splývá s vaječnou buňkou a druhá často s břišní kanálkovou buňkou. Další vývoj útvaru vzniklého z druhé spermatidy a kanálkové buňky však nebyl zaznamenán. Plod je nepravá, načervenalá, semenná peckovice nebo semenná bobule, kterými se v přírodě nejčastěji množí.

## Význam
Rostliny chvojníků obsahují řadu alkaloidů, z nichž nejznámější je efedrin, který je využíván ve zdravotnictví, ale také zneužíván pro výrobu drog, např. pervitinu. Dnes je v lékařství používaný efedrin vyráběn synteticky, např. ve VÚAB Pharma a.s. v Roztokách u Prahy. Přírodní efedrin se používá pouze v homeopatii a v lidovém léčitelství, kde jsou rostliny užívány jako lék na astma, nemoci dýchací soustavy, alergie, jako diuretika a stimulanty.

## Taxonomie
Ve starších taxonomických systémech byla čeleď s rodem chvojník zatříděna do řádu chvojníkotvaré a ten do oddělení liánovce. Prosazením modernějšího taxonomického systému APG III, založeném na kladistickém, monofyletickém pojetí, je čeleď přeřazena do nově seskupeného řádu liánovcotvaré.
Chvojník, který je jediným rodem čeledě chvojníkovité, se štěpí do 65 druhů.
Výběr z nejznámějších chvojníků:
- chvojník americký (Ephedra americana) Humb.,
- chvojník křídlatý (Ephedra alata) Decne.,
- chvojník čínský (Ephedra sinica) Stapf,
- chvojník dahurský (Ephedra dahurica) Turcz.,
- chvojník drobný (Ephedra minuta) Florin,
- chvojník dvouklasý (Ephedra distachya) L.,
- chvojník Gererdův (Ephedra gerardiana) Wallich ex C. A. Meyer,
- chvojník kalifornský (Ephedra californica) S. Watson,
- chvojník křehký (Ephedra fragilis) Desf.,
- chvojník likiangský (Ephedra likiangensis) Florin,
- chvojník menší (Ephedra minima) K. S. Hao,
- chvojník nevadský (Ephedra nevadensis) S. Watson,
- chvojník prostřední (Ephedra intermedia) Schrenk ex C. A. Meyer,
- chvojník přesličkovitý (Ephedra equisetina) Bunge,
- chvojník Převalského (Ephedra przewalskii) Stapf,
- chvojník stěsnaný (Ephedra compacta) Rose,
- chvojník tlustovětvý (Ephedra pachyclada) Boiss.,
- chvojník urostlý (Ephedra procera) Fisch. et Mey,
- chvojník větší (Ephedra major) Host,
- chvojník zelený (Ephedra viridis) Coville,[2]